# Slutspel
För andra betydelser, se Slutspel (olika betydelser).

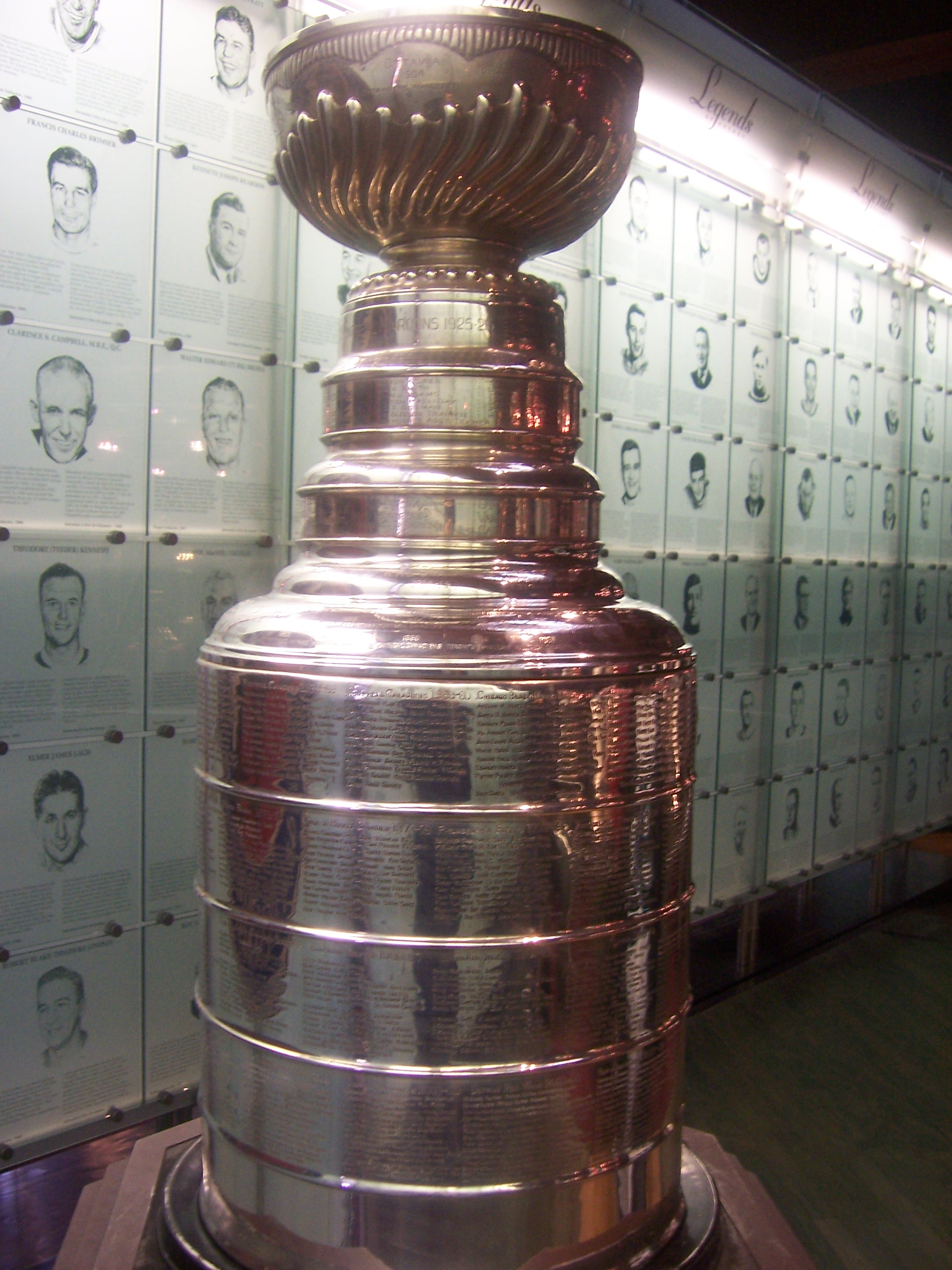
Kampen om Stanley Cup avslutas genom slutspel.

Slutspel, slutrundor, slutomgång, playoff, är inom sport en term som oftast syftar på de utslagsmatcher som många gånger spelas mellan de bästa lagen i ett seriespel eller en turnering. Typiskt för slutspel i utslagsform är att matcherna inte får sluta oavgjort; vid oavgjort resultat vid full tid av en match tillgrips förlängning, till exempel sudden death, och ibland även straffsparksläggning.

## Utveckling
Slutspel uppstod ursprungligen som så kallade "skiljematcher" då seriespelet inte kunde kora en slutmästare, men populariteten har gjort att de numera spelas varje år. Numera är slutspel i utslagsform även vanliga i internationella landslagstävlingar.
Slutspel i utslagsform efter det reguljära seriespelet i länderna är framför allt vanligt i lagspel som bandy, basket, handboll, innebandy, ishockey och volleyboll. I fotboll brukar i europeiska länder det lag som vinner serien i ett land bli nationsmästare. Dock spelas i vissa fall en så kallad slutspelsserie, som till exempel Mästerskapsserien i Sverige 1991 och 1992. Sverige har även experimenterat med slutspel i utslagsform i fotboll, på herrsidan 1982-1990 och på damsidan 1998-1999. Även i Finland har liknande experiment gjorts. I Danmark meddelade man i juni 2015 att man systemet där skulle införas från säsongen 2016/2017.
I fotboll brukar termerna VM-slutspel och EM-slutspel dock syfta på huvudturneringen, där även gruppspelet inräknas. I ishockey innehåller VM- och OS-turneringarna slutspel i utslagsform sedan 1992, då det ersatte de tidigare slutspelsserieformerna, och där kallas inte grundseriematcherna för slutspel.
Då man spelar hemma och borta används antingen Uefa-modellen, i fotboll ofta med bortamålsregeln, eller bäst av tre, fem eller sju matcher. Vid bäst av har det högre placerade laget i serien ofta hemmaplan vid en eventuell direkt avgörande sista match, men neutral plan kan också förekomma. I många fall, som svenska bandyfinalen, spelas bara en finalmatch, då på en på förhand bestämd plats.

## Slutspel och playoff
I svenska språket är vanligen slutspel ordet för den avgörande fasen eller fortsättningen i ett seriespel eller turnering. Ett annat ord för slutspel är playoff (även play-off; efter engelskans play off), vilket är vanligt i bland annat ishockey. I både ishockey och andra idrotter kan detta begrepp även syfta på ett avslutande (extra)kval vid möjlig upp- eller nedflyttning efter ett seriespel. Ordet playoff (uttal: [ple'jɔf]) finns i svensk skrift sedan 1975.